# Coppa Italia 1999/2000
Die Coppa Italia 1999/2000, den Fußball-Pokalwettbewerb für Vereinsmannschaften in Italien der Saison 1999/2000, gewann Lazio Rom. Die Laziali trafen im Finale auf Inter Mailand und konnten die Coppa Italia zum dritten Mal nach 1958 und 1998 gewinnen. Mit 2:1 und 0:0 setzte sich Lazio Rom gegen Inter durch. Man wurde Nachfolger des AC Parma, das im Achtelfinale gegen Cagliari Calcio ausschied.
Als italienischer Pokalsieger 1999/2000 qualifizierte sich Lazio Rom für den UEFA-Pokal des folgenden Jahres. Allerdings gewann Lazio neben dem nationalen Pokal auch die italienische Meisterschaft 1999/2000 und war somit für die UEFA Champions League 1999/2000 qualifiziert. Da auch Lazios Finalgegner Inter Mailand im folgenden Jahr in der UEFA Champions League startete, rückte der Tabellensiebte der Serie A 1999/2000, der AC Florenz, in den UEFA-Pokal nach.

## Gruppenphase

### Gruppe 1
| Pl. | Verein               | Sp. | S | U | N | Tore    | Diff. | Punkte |
| --- | -------------------- | --- | - | - | - | ------- | ----- | ------ |
| 1.  | Ternana Calcio       | 6   | 4 | 2 | 0 | 011:400 | +7    | 14     |
| 2.  | US Lecce             | 6   | 4 | 1 | 1 | 012:500 | +7    | 13     |
| 3.  | AS Lucchese Libertas | 6   | 2 | 0 | 4 | 007:110 | −4    | 06     |
| 4.  | Fidelis Andria       | 6   | 0 | 1 | 5 | 005:150 | −10   | 01     |

|                      |   |                      | Hinspiel | Rückspiel |
| -------------------- | - | -------------------- | -------- | --------- |
| AS Lucchese Libertas | - | US Lecce             | 0:1      | 1:3       |
| Ternana Calcio       | - | Fidelis Andria       | 2:2      | 1:0       |
| Fidelis Andria       | - | AS Lucchese Libertas | 1:3      | 1:2       |
| US Lecce             | - | Ternana Calcio       | 1:1      | 0:2       |
| US Lecce             | - | Fidelis Andria       | 3:0      | 4:1       |
| Ternana Calcio       | - | AS Lucchese Libertas | 3:0      | 2:1       |

### Gruppe 2
| Pl. | Verein          | Sp. | S | U | N | Tore    | Diff. | Punkte |
| --- | --------------- | --- | - | - | - | ------- | ----- | ------ |
| 1.  | Sampdoria Genua | 6   | 5 | 0 | 1 | 013:500 | +8    | 15     |
| 2.  | AC Cesena       | 6   | 3 | 2 | 1 | 008:600 | +2    | 11     |
| 3.  | US Palermo      | 6   | 1 | 2 | 3 | 010:140 | −4    | 05     |
| 4.  | AC Savoia 1908  | 6   | 0 | 2 | 4 | 005:110 | −6    | 02     |

|                 |   |                 | Hinspiel | Rückspiel |
| --------------- | - | --------------- | -------- | --------- |
| US Palermo      | - | AC Cesena       | 2:3      | 1:1       |
| AC Savoia 1908  | - | Sampdoria Genua | 1:3      | 0:1       |
| AC Cesena       | - | AC Savoia 1908  | 1:0      | 1:1       |
| Sampdoria Genua | - | US Palermo      | 4:1      | 3:1       |
| AC Cesena       | - | Sampdoria Genua | 0:1      | 2:1       |
| AC Savoia 1908  | - | US Palermo      | 2:2      | 1:3       |

### Gruppe 3
| Pl. | Verein           | Sp. | S | U | N | Tore    | Diff. | Punkte |
| --- | ---------------- | --- | - | - | - | ------- | ----- | ------ |
| 1.  | CFC Genua        | 6   | 4 | 1 | 1 | 013:600 | +7    | 13     |
| 2.  | FC Empoli        | 6   | 3 | 1 | 2 | 009:800 | +1    | 10     |
| 3.  | AC Monza Brianza | 6   | 2 | 1 | 3 | 008:110 | −3    | 07     |
| 4.  | AC Lumezzane     | 6   | 1 | 1 | 4 | 006:110 | −5    | 04     |

|                  |   |                  | Hinspiel | Rückspiel |
| ---------------- | - | ---------------- | -------- | --------- |
| CFC Genua        | - | AC Lumezzane     | 2:1      | 2:0       |
| AC Monza Brianza | - | FC Empoli        | 1:4      | 0:1       |
| FC Empoli        | - | CFC Genua        | 1:1      | 1:5       |
| AC Lumezzane     | - | AC Monza Brianza | 2:2      | 1:2       |
| FC Empoli        | - | AC Lumezzane     | 2:0      | 1:2       |
| CFC Genua        | - | AC Monza Brianza | 1:0      | 2:3       |

### Gruppe 4
| Pl. | Verein           | Sp. | S | U | N | Tore    | Diff. | Punkte |
| --- | ---------------- | --- | - | - | - | ------- | ----- | ------ |
| 1.  | Atalanta Bergamo | 6   | 4 | 2 | 0 | 010:100 | +9    | 14     |
| 2.  | Chievo Verona    | 6   | 2 | 3 | 1 | 004:300 | +1    | 09     |
| 3.  | AC Pistoiese     | 6   | 1 | 3 | 2 | 006:900 | −3    | 06     |
| 4.  | US Cremonese     | 6   | 0 | 2 | 4 | 003:100 | −7    | 02     |

|                  |   |                  | Hinspiel | Rückspiel |
| ---------------- | - | ---------------- | -------- | --------- |
| Atalanta Bergamo | - | US Cremonese     | 2:1      | 0:0       |
| Chievo Verona    | - | AC Pistoiese     | 0:0      | 1:1       |
| US Cremonese     | - | Chievo Verona    | 0:1      | 0:2       |
| AC Pistoiese     | - | Atalanta Bergamo | 0:3      | 0:3       |
| Atalanta Bergamo | - | Chievo Verona    | 2:0      | 0:0       |
| AC Pistoiese     | - | US Cremonese     | 3:0      | 2:2       |

### Gruppe 5
| Pl. | Verein         | Sp. | S | U | N | Tore    | Diff. | Punkte |
| --- | -------------- | --- | - | - | - | ------- | ----- | ------ |
| 1.  | Reggina Calcio | 6   | 4 | 2 | 0 | 008:000 | +8    | 14     |
| 2.  | FBC Treviso    | 6   | 4 | 2 | 0 | 006:200 | +4    | 14     |
| 3.  | AS Cosenza     | 6   | 1 | 1 | 4 | 003:600 | −3    | 04     |
| 4.  | AS Gualdo      | 6   | 0 | 1 | 5 | 002:110 | −9    | 01     |

|                |   |                | Hinspiel | Rückspiel |
| -------------- | - | -------------- | -------- | --------- |
| AS Cosenza     | - | Reggina Calcio | 0:1      | 0:1       |
| AS Gualdo      | - | FBC Treviso    | 0:1      | 1:2       |
| Reggina Calcio | - | AS Gualdo      | 3:0      | 3:0       |
| FBC Treviso    | - | AS Cosenza     | 2:1      | 1:0       |
| AS Gualdo      | - | AS Cosenza     | 0:1      | 1:1       |
| Reggina Calcio | - | FBC Treviso    | 0:0      | 0:0       |

### Gruppe 6
| Pl. | Verein            | Sp. | S | U | N | Tore    | Diff. | Punkte |
| --- | ----------------- | --- | - | - | - | ------- | ----- | ------ |
| 1.  | SSC Neapel        | 6   | 4 | 1 | 1 | 011:500 | +6    | 13     |
| 2.  | Salernitana Sport | 6   | 4 | 1 | 1 | 016:800 | +8    | 13     |
| 3.  | Como Calcio       | 6   | 2 | 2 | 2 | 011:100 | +1    | 08     |
| 4.  | US Fermana        | 6   | 0 | 0 | 6 | 004:190 | −15   | 0      |

|                   |   |                   | Hinspiel | Rückspiel |
| ----------------- | - | ----------------- | -------- | --------- |
| Como Calcio       | - | US Fermana        | 3:1      | 3:0       |
| Salernitana Sport | - | SSC Neapel        | 2:0      | 0:3       |
| US Fermana        | - | Salernitana Sport | 2:5      | 0:3       |
| SSC Neapel        | - | Como Calcio       | 1:1      | 2:1       |
| US Fermana        | - | SSC Neapel        | 1:3      | 0:2       |
| Salernitana Sport | - | Como Calcio       | 3:0      | 3:3       |

### Gruppe 7
| Pl. | Verein         | Sp. | S | U | N | Tore    | Diff. | Punkte |
| --- | -------------- | --- | - | - | - | ------- | ----- | ------ |
| 1.  | Pescara Calcio | 6   | 4 | 0 | 2 | 018:900 | +9    | 12     |
| 2.  | Brescia Calcio | 6   | 3 | 1 | 2 | 008:800 | ±0    | 10     |
| 3.  | AC Reggiana    | 6   | 2 | 2 | 2 | 008:110 | −3    | 08     |
| 4.  | SS Juve Stabia | 6   | 1 | 1 | 4 | 004:100 | −6    | 04     |

|                |   |                | Hinspiel | Rückspiel |
| -------------- | - | -------------- | -------- | --------- |
| SS Juve Stabia | - | Brescia Calcio | 1:0      | 0:1       |
| Pescara Calcio | - | AC Reggiana    | 7:2      | 0:1       |
| Brescia Calcio | - | Pescara Calcio | 2:1      | 2:4       |
| AC Reggiana    | - | SS Juve Stabia | 0:0      | 3:1       |
| SS Juve Stabia | - | Pescara Calcio | 0:1      | 2:5       |
| AC Reggiana    | - | Brescia Calcio | 1:1      | 1:2       |

### Gruppe 8
| Pl. | Verein          | Sp. | S | U | N | Tore    | Diff. | Punkte |
| --- | --------------- | --- | - | - | - | ------- | ----- | ------ |
| 1.  | Ravenna Calcio  | 6   | 4 | 1 | 1 | 009:500 | +4    | 13     |
| 2.  | Vicenza Calcio  | 6   | 2 | 2 | 2 | 009:800 | +1    | 08     |
| 3.  | SPAL Ferrara    | 6   | 2 | 2 | 2 | 005:900 | −4    | 08     |
| 4.  | Alzano Virescit | 6   | 1 | 1 | 4 | 005:600 | −1    | 04     |

|                 |   |                 | Hinspiel | Rückspiel |
| --------------- | - | --------------- | -------- | --------- |
| Ravenna Calcio  | - | Vicenza Calcio  | 2:0      | 1:1       |
| SPAL Ferrara    | - | Alzano Virescit | 0:0      | 1:0       |
| Alzano Virescit | - | Ravenna Calcio  | 0:1      | 1:2       |
| Vicenza Calcio  | - | SPAL Ferrara    | 5:0      | 1:1       |
| SPAL Ferrara    | - | Ravenna Calcio  | 2:1      | 1:2       |
| Vicenza Calcio  | - | Alzano Virescit | 2:1      | 0:3       |

## 2. Runde
|                  | Gesamt |               | Hinspiel | Rückspiel |
| ---------------- | ------ | ------------- | -------- | --------- |
| Sampdoria Genua  | 0:4    | FC Bologna    | 0:2      | 0:2       |
| Cagliari Calcio  | 7:2    | CFC Genua     | 3:1      | 4:1       |
| SSC Neapel       | 2:1    | AS Bari       | 1:0      | 1:1       |
| Pescara Calcio   | 0:1    | AC Venedig    | 0:0      | 0:1       |
| Ravenna Calcio   | 4:2    | Hellas Verona | 2:1      | 2:1       |
| Reggina Calcio   | 0:2    | FC Piacenza   | 0:0      | 0:2       |
| Ternana Calcio   | 2:3    | AC Perugia    | 1:2      | 1:1       |
| Atalanta Bergamo | 4:3    | Torino Calcio | 3:1      | 1:2       |

## Achtelfinale
|                  | Gesamt |                | Hinspiel | Rückspiel |
| ---------------- | ------ | -------------- | -------- | --------- |
| Inter Mailand    | 5:2    | FC Bologna     | 2:1      | 3:1       |
| Cagliari Calcio  | 3:2    | AC Parma       | 1:0      | 2:2       |
| SSC Neapel       | 1:4    | Juventus Turin | 1:3      | 0:1       |
| AC Perugia       | 1:2    | AC Florenz     | 1:0      | 0:2       |
| Ravenna Calcio   | 2:5    | Lazio Rom      | 1:1      | 1:4       |
| AS Rom           | 3:1    | FC Piacenza    | 0:1      | 3:0 n. V. |
| AC Venedig       | 3:2    | Udinese Calcio | 3:0      | 0:2       |
| Atalanta Bergamo | 3:5    | AC Mailand     | 3:2      | 0:3       |

## Viertelfinale
|                | Gesamt    |                 | Hinspiel | Rückspiel |
| -------------- | --------- | --------------- | -------- | --------- |
| AC Mailand     | 3:4       | Inter Mailand   | 2:3      | 1:1       |
| AS Rom         | 0:2       | Cagliari Calcio | 0:1      | 0:1       |
| Juventus Turin | (a)4:4(a) | Lazio Rom       | 3:2      | 1:2       |
| AC Venedig     | (a)1:1(a) | AC Florenz      | 0:0      | 1:1       |

## Halbfinale
|                 | Gesamt |               | Hinspiel | Rückspiel |
| --------------- | ------ | ------------- | -------- | --------- |
| Cagliari Calcio | 3:4    | Inter Mailand | 1:3      | 2:1       |
| Lazio Rom       | 7:2    | AC Venedig    | 5:0      | 2:2       |

## Finale

### Hinspiel
| Lazio Rom                               | Lazio Rom | Inter Mailand | Inter Mailand |
| --------------------------------------- | --- | --- | ------------- |
| Lazio Rom                               | \| Finale \| \| 12. April 2000 in Rom (Stadio Olimpico) \| \| Ergebnis: 2:1 (1:1) \| \| Zuschauer: 35.000 \| \| Schiedsrichter: Alfredo Trentalange \| | \| Finale \| \| 12. April 2000 in Rom (Stadio Olimpico) \| \| Ergebnis: 2:1 (1:1) \| \| Zuschauer: 35.000 \| \| Schiedsrichter: Alfredo Trentalange \| | Inter Mailand |
| Lazio Rom                               | Marco Ballotta – Guerino Gottardi, Fernando Couto, Siniša Mihajlović, Giuseppe Pancaro – Sérgio Conceição, Roberto Sensini, Dejan Stanković (55. Roberto Mancini), Diego Simeone (81. Matías Almeyda), Pavel Nedvěd – Simone Inzaghi (76. Marcelo Salas) Cheftrainer: Sven-Göran Eriksson ( Schweden) | Angelo Peruzzi – Christian Panucci, Laurent Blanc, Iván Córdoba, Michele Serena – Javier Zanetti, Clarence Seedorf, Francesco Moriero (46. Luigi Di Biagio), Benoît Cauet – Adrian Mutu (58. Iván Zamorano), Roberto Baggio (58. Ronaldo) Cheftrainer: Marcello Lippi | Inter Mailand |
| Lazio Rom                               | 1:1 Pavel Nedvěd (40.) 2:1 Diego Simeone (52.) | 0:1 Clarence Seedorf (8.) | Inter Mailand |
| Finale                                  | | |               |
| 12. April 2000 in Rom (Stadio Olimpico) | | |               |
| Ergebnis: 2:1 (1:1)                     | | |               |
| Zuschauer: 35.000                       | | |               |
| Schiedsrichter: Alfredo Trentalange     | | |               |

### Rückspiel
| Inter Mailand                                     | Inter Mailand | Lazio Rom | Lazio Rom |
| ------------------------------------------------- | --- | --- | --------- |
| Inter Mailand                                     | \| Finale \| \| 18. Mai 2000 in Mailand (Giuseppe-Meazza-Stadion) \| \| Ergebnis: 0:0 \| \| Zuschauer: 53.400 \| \| Schiedsrichter: Gianluca Paparesta \| | \| Finale \| \| 18. Mai 2000 in Mailand (Giuseppe-Meazza-Stadion) \| \| Ergebnis: 0:0 \| \| Zuschauer: 53.400 \| \| Schiedsrichter: Gianluca Paparesta \| | Lazio Rom |
| Inter Mailand                                     | Angelo Peruzzi – Cyril Domoraud, Laurent Blanc, Iván Córdoba, Michele Serena (67. Grigoris Georgatos) – Javier Zanetti, Clarence Seedorf, Luigi Di Biagio, Benoît Cauet – Iván Zamorano (52. Christian Vieri), Roberto Baggio (62. Álvaro Recoba) Cheftrainer: Marcello Lippi | Marco Ballotta – Paolo Negro, Alessandro Nesta, Giuseppe Favalli, Giuseppe Pancaro (87. Fernando Couto) – Sérgio Conceição, Roberto Sensini, Juan Sebastián Verón, Diego Simeone – Roberto Mancini (46. Marcelo Salas), Simone Inzaghi (46. Fabrizio Ravanelli) Cheftrainer: Sven-Göran Eriksson ( Schweden) | Lazio Rom |
| Finale                                            | | |           |
| 18. Mai 2000 in Mailand (Giuseppe-Meazza-Stadion) | | |           |
| Ergebnis: 0:0                                     | | |           |
| Zuschauer: 53.400                                 | | |           |
| Schiedsrichter: Gianluca Paparesta                | | |           |